# انبعاثات غازات الدفيئة من أستراليا
بلغ إجمالي انبعاثات غازات الدفيئة من أستراليا 533 مليون طن من مكافئ ثاني أكسيد الكربون استنادًا إلى بيانات تقرير الجرد الوطني لغازات الدفيئة لعام 2019؛ بلغ نصيب الفرد من انبعاثات مكافئ ثاني أكسيد الكربون 21 طنًا، أي ثلاثة أضعاف المتوسط العالمي. وكان الفحم مسؤولًا عن 30% من الانبعاثات. بلغت تقديرات الجرد الوطني لغازات الدفيئة لعام 2021 حتى شهر مارس 494.2 مليون طن، أي أقل بمقدار 27.8 مليون طن، أو 5.3%، من العام السابق. وهي أقل بنسبة 20.8% من عام 2005 (العام الأساسي لاتفاق باريس). ووفقًا للحكومة، تعكس النتيجة انخفاض انبعاثات النقل بسبب قيود كوفيد-19 وتقليل الانبعاثات الشاردة، وتقليل الانبعاثات من الكهرباء. ولكن، ازدادت الانبعاثات من قطاعي الأراضي والزراعة.
تستخدم أستراليا طاقة الفحم أساسًا لتوليد الكهرباء (ما يمثل 66% من الكهرباء المولدة الموصولة بالشبكة في عام 2020) ولكن يتناقص هذا بسرعة مع زيادة حصة الطاقة المتجددة التي تؤلف تشكيلة إمدادات الطاقة، من المقرر أن تتوقف معظم محطات الطاقة الحالية العاملة بالفحم بين عامي 2022 و2048. بدأت انبعاثات البلاد في الانخفاض ومن المتوقع أن تستمر في الانخفاض في السنوات القادمة مع بدء تشغيل المزيد من مشاريع الطاقة المتجددة.
صنف موقع كلايمت أكشن تراكر التزام أستراليا الشامل بخفض الانبعاثات بأنه «غير كافٍ للغاية». واعتبر السياسات والإجراءات وكذلك الهدف المحلي «غير كافية»، وهدف الحصة العادلة «غير كافٍ للغاية»، وتمويل المناخ «غير كافٍ بشكل حرج». وذلك بسبب مواصلة الحكومة الأسترالية الاستثمار في مشاريع الغاز الطبيعي، ورفضها زيادة هدفها المحلي للانبعاثات لعام 2030، وعدم اتباعها المسار الصحيح لتحقيق هدفها الحالي.

نجم تغير المناخ في أستراليا عن انبعاثات غازات الدفيئة. ونتيجةً لذلك، أصبحت أستراليا عمومًا أكثر سخونة وأكثر عرضة للحرارة الشديدة، وحرائق الغابات، والجفاف، والفيضانات ومواسم الحرائق الأطول بسبب تغير المناخ.
انبعاثات غازات الدفيئة الأسترالية لعام 2023 حسب قطاع المصدر

## التخفيف (الجوانب التكنولوجية)
ينطوي التخفيف من ظاهرة الاحترار العالمي على اتخاذ إجراءات لتقليل انبعاثات غازات الدفيئة وتعزيز المصارف التي تهدف إلى تقليل مدى الاحترار العالمي. يختلف هذا عن التكيف مع الاحترار العالمي، الذي ينطوي على اتخاذ إجراءات لتقليل آثار الاحترار العالمي. يؤدي الإجماع العلمي حول الاحترار العالمي، بالإضافة إلى المبدأ الوقائي والخوف من التحولات المناخية غير الخطية، إلى زيادة الجهود لتطوير تقنيات وعلوم جديدة وإدارة الأخرى بحذر في محاولة للتخفيف من ظاهرة الاحترار العالمي.
ينبغي الاستعاضة عن الفحم المستخرج من أستراليا ببدائل، لإحداث تغيير ملحوظ.
قدم التقاط الكربون وتخزينه في أستراليا كحل لإنتاج الهيدروجين النقي من الغاز الطبيعي. وبعد إدخال أهداف الحكومة الإلزامية للطاقة المتجددة، أتيحت فرص أكثر أمام تقنيات الطاقة المتجددة مثل طاقة الرياح، والطاقة الكهروضوئية، والتقنيات الحرارية الشمسية. يوفر تسريع نشر هذه التقنيات فرصًا للتخفيف من غازات الدفيئة.
قدمت حكومة جوليا غيلارد تسعير الكربون في عام 2012 بهدف تقليل انبعاثات الكربون في أستراليا. تطلب ذلك من الشركات الكبيرة (المعرفة على أنها الشركات التي تتجاوز انبعاثاتها من مكافئ ثاني أكسيد الكربون 25,000 طن سنويًا) دفع ثمن تصاريح الانبعاثات. ألغت حكومة أبوت الضريبة في عام 2014 في خطوة انتقدت على نطاق واسع وحظيت بتغطية إعلامية كبيرة.

### الفحم
يعد الفحم أكثر أنواع الوقود الأحفوري تلويثًا، وأكبر تهديد فردي للمناخ. إذ تسبب كل مرحلة من مراحل استخدام الفحم ضررًا بيئيًا كبيرًا. يشكل التخلص التدريجي من طاقة الوقود الأحفوري أحد أهم عناصر التخفيف من آثار تغير المناخ. يوفر الفحم اليوم أكثر من ثلث الطاقة في أستراليا. يعتبر الفحم البني الأكثر تلويثًا، ويستخدم حاليًا في فيكتوريا. لذا، لإحداث تأثيرات كبيرة على انبعاثات غازات الدفيئة، يجب استبدال البدائل بالفحم.
تفضل المجموعات البيئية مثل منظمة السلام الأخضر الحد من استخراج الفحم واستخدامه وتصديره. في حين تفضل الحكومة دعم محاولات تطوير ما يسمى بـ«الفحم النظيف» لتخفيف التلوث، وفي أوائل عام 2009، حصلت على دعم زعيم المعارضة آنذاك مالكولم تورنبول لهذا الغرض.
أطلقت جميع انبعاثات الفحم تقريبًا من محطات الطاقة العاملة بالفحم. وكان الفحم مسؤولًاعن 30% (164 مليون طن) من انبعاثات غازات الدفيئة في أستراليا، دون احتساب غاز الميثان وصادرات الفحم، استنادًا إلى جرد غازات الدفيئة لعام 2019.
يستخرج نوعان من الفحم في أستراليا، اعتمادًا على المنطقة: الفحم الأسود عالي الجودة والفحم البني الأقل جودة. يوجد الفحم الأسود أساسًا في كوينزلاند ونيوساوث ويلز، ويستخدم لتوليد الطاقة المحلية وللتصدير إلى الخارج. يستخرج عادةً تحت الأرض قبل نقله إلى محطات الطاقة، أو محطات الشحن للتصدير. يوجد الفحم البني أساسًا في فيكتوريا وجنوب أستراليا، وهو ذو جودة منخفضة بسبب ارتفاع محتوى الرماد والماء. توجد اليوم ثلاثة مناجم فحم بني مكشوفة في فيكتوريا تستخدم لتوليد طاقة الحمل الأساسي.

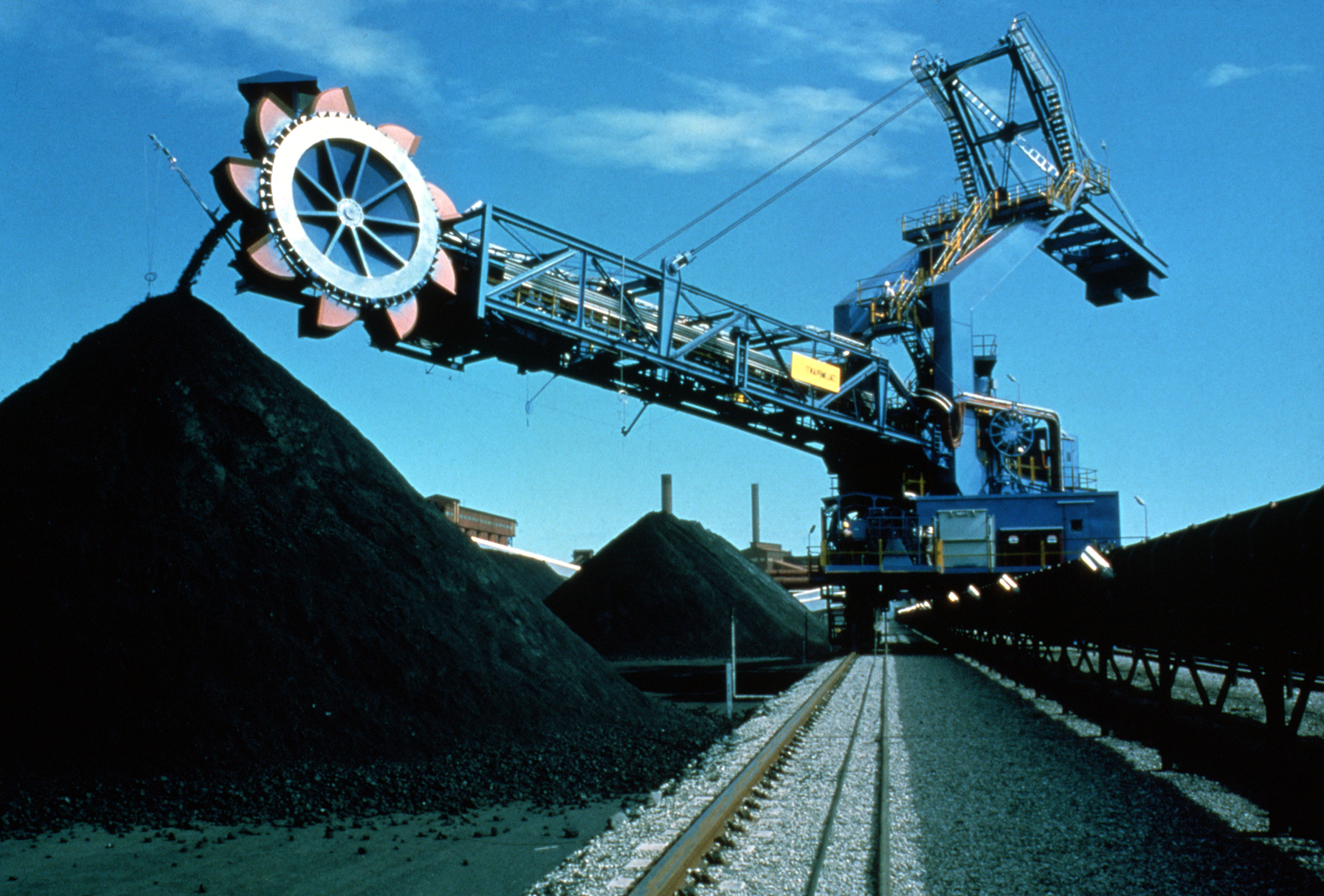
الفحم في أستراليا مصدر كبير للانبعاثات

أكدت حكومة رود-جيلارد دعمها للبحوث المتلعقة بالتقاط الكربون وتخزينه (سي سي إس) كحل ممكن لزيادة انبعاثات غازات الدفيئة. يعد التقاط الكربون وتخزينه عملية متكاملة، تتكون من ثلاثة أجزاء متميزة: التقاط الكربون ونقله وتخزينه (بما في ذلك القياس والرصد والتحقق). تهدف تكنولوجيا الالتقاط إلى إنتاج تيار مركّز من ثاني أكسيد الكربون يمكن ضغطه ونقله وتخزينه. من المرجح أن ينقل ثاني أكسيد الكربون الملتقط إلى مواقع التخزين عبر خطوط الأنابيب. يعد تخزين الكربون الملتقط الجزء الأخير من العملية. ومن المتوقع أن تخزين الغالبية العظمى من ثاني أكسيد الكربون في مواقع جيولوجية على الأرض أو تحت قاع البحر.
ولكن، وفقًا لتقرير الأمل الكاذب الصادر عن منظمة السلام الأخضر، لا يمكن تحقيق التقاط ثاني أكسيد الكربون وتخزينه في الوقت المناسب لتجنب حدوث زيادة خطيرة في درجات الحرارة في العالم.
ويشير التقرير أيضًا إلى أن التقاط وتخزين ثاني أكسيد الكربون يهدر الطاقة، ويستخدم ما بين 10 و40% من الطاقة التي تنتجها محطة توليد الكهرباء. ويؤكد أن عملية التقاط ثاني أكسيد الكربون وتخزينه مكلفة، قد تساوي ضعف تكلفة المصنع، وتعد خطيرة جدًا، إذ لا يمكن ضمان التخزين الدائم.